# 科林德69
科林德69 （獵戶座λ星協）是位於獵戶座參宿四西北的一個疏散星團。它的年齡大約500萬歲，距離太陽約1,300 ly（400 pc），觜宿一是這個星團內的一對雙星。與這個星座的其它部分，從八月中旬出現在早晨的天空，迄四月下旬接近太陽之前，都能好好的拭目以待。而且無論在南半球或北半球都能看得見。
這個星團以週期2億2740萬年，離心率0.06的橢圓繞著銀河中心運動。離銀河中心最遠的距離是28 kly（8.6 kpc），最近的距離是25 kly（7.7 kpc）。軌道傾角使它能遠離銀河平面至260光年（80秒差距） ，平均每3330萬年穿越盤面一次。